# Fonda (Iowa)
Fonda ist eine Kleinstadt (mit dem Status „City“) im Pocahontas County im US-amerikanischen Bundesstaat Iowa. Im Jahr 2010 hatte Fonda 631 Einwohner, deren Zahl sich bis 2015 auf 607 verringerte. Das U.S. Census Bureau hat bei der Volkszählung 2020 eine Einwohnerzahl von 636 ermittelt.

## Geografie
Fonda liegt im mittleren Nordwesten Iowas am Cedar Creek, der über den Raccoon River und den Des Moines River zum Stromgebiet des Mississippi gehört.
Die am Missouri gelegenen Schnittpunkte der Bundesstaaten Iowa, South Dakota und Minnesota sowie der Staaten Iowa, South Dakota und Nebraska liegen 237 km nordwestlich sowie 150 km westlich von Fonda.
Die geografischen Koordinaten von Fonda sind 42° 34′ 53″ nördlicher Breite und 94° 50′ 46″ westlicher Länge. Die Stadt erstreckt sich über eine Fläche von 2,72 km² und ist die größte Ortschaft innerhalb der Cedar Township.
Nachbarorte von Fonda sind Palmer (25,9 km ostnordöstlich), Pomeroy (16,4 km ostsüdöstlich), Knoke (13,8 km südöstlich), Lytton (18,7 km südlich), Nemaha (27,2 km westsüdwestlich), Newell (14,8 km westnordwestlich) und Varina (12,8 km nordwestlich).
Die nächstgelegenen größeren Städte sind die Twin Cities in Minnesota (Minneapolis und Saint Paul) (364 km nordnordöstlich), Rochester in Minnesota (340 km nordöstlich), Cedar Rapids (310 km ostsüdöstlich), Iowas Hauptstadt Des Moines (209 km südöstlich), Kansas City in Missouri (430 km südlich), Nebraskas größte Stadt Omaha (224 km südwestlich), Sioux City (138 km südsüdwestlich) und South Dakotas größte Stadt Sioux Falls (268 km nordwestlich).

## Verkehr
Der von West nach Ost führende Iowa Highway 7 verläuft am nördlichen Rand des Stadtgebiets von Fonda entlang. Alle weiteren Straßen sind untergeordnete Landstraßen, teils unbefestigte Fahrwege sowie innerörtliche Verbindungsstraßen.
Durch Fonda führt eine eingleisige Eisenbahnstrecke der Canadian National Railway, die für den Frachtverkehr genutzt wird.
Mit dem Pocahontas Municipal Airport befindet sich 35 km nordöstlich kleiner Flugplatz für die Allgemeine Luftfahrt. Die nächsten Verkehrsflughäfen sind der Des Moines International Airport (211 km südöstlich), das Eppley Airfield in Omaha (216 km südwestlich), der Sioux Gateway Airport in Sioux City (150 km westlich) und der Sioux Falls Regional Airport (274 km nordwestlich).

## Geschichte
1870 wurde der Ort unter dem Namen Marvin nach der Bahnstation der damaligen Illinois Central bzw. Cedarville nach dem Namen der Poststation in der neu eingerichteten Cedar Township gegründet. Im Jahr 1874 wurde die Nutzung von zwei Namen für die Siedlung beendet und der Name Fonda verwendet, der auf eine Ortschaft im Bundesstaat New York zurückgeht. Zehn Jahre später wurde Fonda als selbstständige Kommune inkorporiert.

## Bevölkerung
Nach der Volkszählung im Jahr 2010 lebten in Fonda 631 Menschen in 259 Haushalten. Die Bevölkerungsdichte betrug 232 Einwohner pro Quadratkilometer. In den 259 Haushalten lebten statistisch je 2,29 Personen.
Ethnisch betrachtet setzte sich die Bevölkerung zusammen aus 94,3 Prozent Weißen, 0,5 Prozent Afroamerikanern, 0,3 Prozent Asiaten, 0,5 Prozent Polynesiern und 2,5 aus anderen ethnischen Gruppen; 1,9 Prozent stammten von zwei oder mehr Ethnien ab. Unabhängig von der ethnischen Zugehörigkeit waren 8,7 Prozent der Bevölkerung spanischer oder lateinamerikanischer Abstammung.
23,8 Prozent der Bevölkerung waren unter 18 Jahre alt, 55,3 Prozent waren zwischen 18 und 64 und 20,9 Prozent waren 65 Jahre oder älter. 50,7 Prozent der Bevölkerung waren weiblich.
Das mittlere jährliche Einkommen eines Haushalts lag im Jahr 2015 bei 39.750 USD. Das Pro-Kopf-Einkommen betrug 18.039 USD. 16,7 Prozent der Einwohner lebten unterhalb der Armutsgrenze.

## Bekannte Bewohner
- Nathan Post (1881–1938) – Marineoffizier, 1913 und nochmals im Jahr 1914 kommissarischer Militärgouverneur von Amerikanisch-Samoa – geboren in Fonda
- Ruth Stafford Peale (1906–2008) – Schriftstellerin – geboren in Fonda